# Guzaliya Gafurova
Guzaliya Gafurova est une karatéka kazakhe née le 23 août 1992. Elle a remporté la médaille d'or en kumite moins de 68 kg aux Jeux asiatiques de 2014 à Incheon.